# Akkijärvi
Akkijärvi är en sjö i kommunen Tavastehus i landskapet Egentliga Tavastland i Finland. Sjön ligger 119,2 meter över havet. Arean är 86 hektar och strandlinjen är 5,86 kilometer lång. Sjön  ingår i Kumo älvs huvudavrinningsområde.   Den ligger omkring 17 km nordöst om Tavastehus och omkring 100 km norr om Helsingfors. 